# Bryum conicum
Bryum conicum là một loài Rêu trong họ Bryaceae. Loài này được Hornsch. mô tả khoa học đầu tiên năm 1840.